# Ящук Максим Володимирович
Макси́м Володи́мирович Ящу́к (нар. 11 серпня 1991, Грозине) — український військовик. Учасник боїв за Слов'янськ під час російсько-української війни. Солдат Збройних сил України. Кавалер ордена «За мужність» III ступеня.

## Біографія
Одинак у матері, яка працює на швейній фабриці.
Мобілізований, десантник 95-ї повітряно-десантної бригади, поранений в боях 3 червня 2014-го на передовій під Слов'янськом. Куля ушкодила внутрішні органи та хребет; не працювали нижні кінцівки. У київському військовому госпіталі зробили три операції, люди збирали кошти на подальше лікування. На реабілітацію відправлений до Ізраїлю.

## Нагороди
19 липня 2014 року — за особисту мужність і героїзм, виявлені у захисті державного суверенітету та територіальної цілісності України, вірність військовій присязі під час російсько-української війни, відзначений — нагороджений орденом «За мужність» III ступеня.